# Bioimplantologie
Bioimplantologie je nový obor zabývající se implantací nativních, kadaverózních nebo kultivovaných štěpů do organismu. Zahrnuje i různé tkáňové a buněčné náhrady založené na moderních technologiích. Rovněž je možné sem zařadit produkty, které využívají bioaktivní proteiny a molekuly, které ovlivňují chování buněk.